# مغنولية كروية
ماغنوليا كروية (الاسم العلمي:Magnolia globosa) هي نوع من النباتات تتبع جنس الماغنوليا من الفصيلة الماغنولية.